# Oktyabrszkij (Permi határterület)
Oktyabrszkij (oroszul: Октябрьский) település Oroszország Permi határterületén, az Oktyabrszkiji járás székhelye.
Lakossága: 9845 fő (a 2010. évi népszámláláskor).

## Fekvése
A Permi határterület déli részén, Permtől 214 km-re, a Szverdlovszki terület határa mellett, a Csad folyó partján helyezkedik el. Vasútállomás a Kazany–Jekatyerinburg vasúti fővonalon. A vasúti pálya lakott területen vezet át, két részre osztva a települést.

## Története
A Kazany–Jekatyerinburg vasútvonal létesítésekor, a vasútállomás építésénél keletkezett. Kezdetben, 1916-ban a folyó nevéről Csadnak nevezték. 1957-ben városi jellegű település rangot kapott, ekkor változtatták nevét Oktyabrszkijra. (Oroszországban számos települést neveztek el az 1917. évi októberi forradalom emlékére Oktyabrszkijnak.)
1931–1960 között a Scsucsje-Ozerszki járás székhelye, majd 1960-tól 1963-ig, illetve 1965-től ismét az Oktyabrszkiji járás székhelye volt.